# Keresztéte
Keresztéte este un sat în districtul Encs, județul Borsod-Abaúj-Zemplén, Ungaria, având o populație de 56 de locuitori (2011). 

## Demografie
Componența etnică a satului Keresztéte
     Maghiari (81,13%)
     Romi (18,87%)
Componența confesională a satului Keresztéte
     Romano-catolici (37,5%)
     Greco-catolici (26,79%)
     Reformați (5,36%)
     Necunoscută (30,36%)
Conform recensământului din 2011, satul Keresztéte avea 56 de locuitori. Din punct de vedere etnic, majoritatea locuitorilor (81,13%) erau maghiari, cu o minoritate de romi (18,87%). Nu există o religie majoritară, locuitorii fiind romano-catolici (37,5%), greco-catolici (26,79%) și reformați (5,36%). Pentru 30,36% din locuitori nu este cunoscută apartenența confesională.